# Puzanovia rubra
Puzanovia rubra es una especie de pez de la familia de los Zoarcidae en el orden de los perciformes.

## Morfología
Los machos pueden llegar a alcanzar los 38 cm de longitud total y 200 g de peso.

## Hábitat
Es un pez de mar y de clima polar que vive entre 200-800 m de profundidad.

## Distribución geográfica
Se encuentra desde Erimo (en Japón) hasta los mares de Ojotsk y Bering.

## Observaciones
Es inofensivo para los humanos. 